# 俵まんぢう

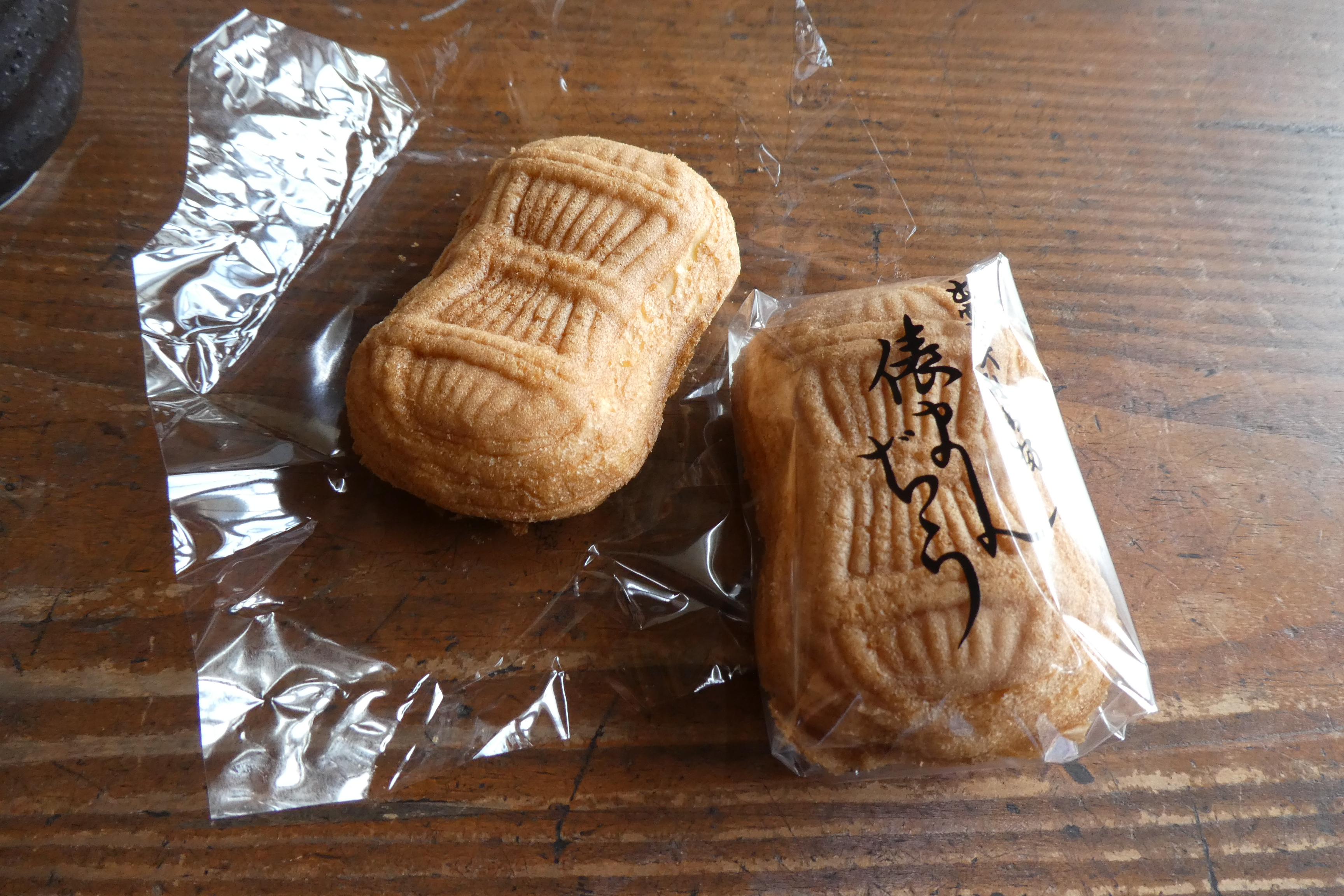
俵まんぢう

俵まんぢう（たわらまんじゅう）は、島根県出雲市の俵屋菓舗で製造・販売されている俵の形をした菓子。
俵形のカステラ生地の中に白あんが入った饅頭である。
形が俵形なのは出雲大社に祭られている大国主命（大黒天）が米俵に乗っていることにあやかったもの。

## 姉妹品
俵屋菓舗で製造・販売されている姉妹品に「俵せんべい」がある。